# Прогресс М1-2
Прогресс М1-2 — транспортный грузовой космический корабль (ТГК) серии «Прогресс», запущен к орбитальной станции «Мир». Серийный номер 252.

## Цель полёта
Доставка на орбитальную станцию (ОС) более 2200 килограммов различных грузов, в числе которых топливо, запас кислородной смеси, научное оборудование, средства индивидуальной защиты, а также продукты и посылки для членов экипажа ОС Мир.

## Хроника полёта
- 25.04.2000, в 23:08:02 (MSK), (20:08:02 UTC) — запуск с космодрома Байконур;
- 28.04.2000, в 01:28:47 (MSK), (21:28:47 UTC) — осуществлена стыковка с ОС Мир к стыковочному узлу на агрегатном отсеке служебного модуля «Квант». Процесс сближения проводился в автоматическом режиме;
- 15.10.2000, в 21:09:51 (MSK), (18:09:51 UTC) — ТГК отстыковался от ОС и отправился в автономный полёт.

Отличием от принятой схемы расстыковки было только во времени этого события. По многолетней практике расстыковка ТГК проводилась только после успешного запуска нового ТКГ «Прогресс», который должен заменить прежний ТГК на орбите. В этот раз расстыковка была проведена до старта. Причина заключалась в очень близких фазах ОС «Мир» и нового ТГК «Прогресс М-43». С целью избежания ошибок при выдаче команд, расстыковка была выполнена раньше.

## Перечень грузов
Суммарная масса всех доставляемых грузов: 2271,5 кг